# Demokratyczna Partia Lewicy (Włochy)
Demokratyczna Partia Lewicy (wł. Partito Democratico della Sinistra, PDS) – włoska lewicowa i postkomunistyczna partia polityczna, działająca w latach 1991–1998.
Partia powstała w wyniku przekształcenia Włoskiej Partii Komunistycznej podczas jej dwudziestego kongresu (od 31 stycznia do 4 lutego 1991). Przeciwni tej decyzji działacze powołali wówczas ugrupowanie pod nazwą Odrodzenie Komunistyczne.
W 1992 partia uzyskała 107 mandatów w Izbie Deputowanych, w 1994 –125, a w 1996 – 176 miejsc w niższej izbie włoskiego parlamentu. Współtworzyła lewicowe koalicje wyborcze – Sojusz Postępowców i następnie Drzewo Oliwne.
W 1998 partia ta pod przewodnictwem Massima D’Alemy zjednoczyła się wówczas z kilkoma małymi ugrupowaniami w nową formację pod nazwą Demokraci Lewicy, zmieniono też wówczas symbolikę, zastępując w oficjalnym logo sierp oraz młot różą.

## Sekretarz
- Achille Occhetto (1991–1994)
- Massimo D’Alema (1994–1998)[1]